# I fratelli Grimm e l'incantevole strega
I fratelli Grimm e l'incantevole strega (The Brothers Grimm) è un film del 2005 diretto da Terry Gilliam. È un film fantastico-avventuroso liberamente ispirato alle fiabe dei fratelli Grimm, che ne sono anche i personaggi protagonisti.

## Trama
Nella Germania ottocentesca da poco occupata da Napoleone, i fratelli Jacob e Wilhelm Grimm si godono la vita fingendosi esorcisti, sfruttando la superstizione degli ingenui contadini dei villaggi grazie a dei trucchi da loro stessi inventati. Tra i due tuttavia nascono spesso dissapori: Wilhelm è razionale e ama spassarsela, mentre Jacob è un introverso sognatore, a cui piace fantasticare scrivendo fiabe. I due fratelli vengono scoperti dalle autorità francesi, guidate dal generale Vavarin Delatombe, che comunque riconosce la loro abilità e li costringe a risolvere il mistero di Marbaden, piccolo villaggio nei pressi di una foresta in cui sono scomparse dieci bambine. Gli abitanti ritengono che i responsabili siano esseri soprannaturali, mentre i fratelli Grimm sono certi che, dietro la vicenda, si nasconda un gruppo di abili impostori.
Aiutati dall'esperta cacciatrice Angelika (la cui sorella minore è una delle bambine scomparse), e controllati dal funzionario napoleonico Mercurio Cavaldi di Parma, dal Sergente Letorc e dal soldato Dax, al servizio dello spietato Delatombe, i fratelli scoprono che nella selva c'è una torre, dove secoli prima abitava la regina della Turingia. Secondo una leggenda, il padre della donna era un re crudele che, per imporre il suo potere e il Cristianesimo, dichiarò guerra alle antiche forze della natura, di cui gli indigeni conoscevano i segreti magici. La regina, una donna nota sia per la sua bellezza che per la sua grande vanità, torturò e uccise i pagani di quelle terre per impadronirsi dei loro segreti magici, uno dei quali si dice fosse l'immortalità. La regina si era murata nella torre per sopravvivere a una pestilenza scatenata dal ribellarsi della natura (la peste bubbonica) e soprattutto per mantenersi bellissima, ma, non sapendo che il morbo contagiava per via aerea, si era ammalata comunque, divenendo brutta e vecchia. 
I due fratelli scoprono infatti che la regina è ancora in vita, ma molto vecchia: l'incantesimo che le fu dato le aveva garantito l'immortalità, ma non la gioventù e la bellezza, così da condannarla a marcire per l'eternità. La regina intende compiere un incantesimo durante la notte della luna di sangue, un incantesimo che le possa ridonare giovinezza e bellezza: a tale scopo, le è necessario il sangue di dodici bambine che dovrà bere durante la luna di sangue. Per attirarle a sé, innesca per il bosco maledizioni e contagi, come ragni velenosi e alberi vivi.
Raggiunta la cima della torre che è priva di porte, Jacob nota che le dodici tombe in cui vengono seppellite le vittime sono disposte come le ore dell'orologio. Una delle bambine, Sasha, viene seppellita da un misterioso cacciatore, ma viene salvata da Will. Jacob, all'interno della torre, scopre la regina distesa su un letto mentre uno specchio riflette la sua immagine giovane e bella. Salvata la bambina, dopo che Will si è impossessato della scure del cacciatore, grazie alla quale è possibile allontanare le maledizioni, i fratelli tornano al villaggio. Delatombe, tuttavia, che ha già ucciso i suoi compagni, li cattura e li vuole bruciare vivi con la foresta, accusandoli di essere dei truffatori. 
I fratelli si mettono in salvo grazie all'intervento di Angelika, ma in quel momento arriva il cacciatore/lupo mannaro che si scopre essere il padre defunto di Angelika, morto l'inverno prima per essere stato sbranato dai lupi e ora risorto, grazie all'incantesimo della regina, ma ridotto in schiavitù a causa di un picco incantato affisso nel petto: non riconoscendo sua figlia, l'uomo tenta di ucciderla con l'intento di farla diventare la dodicesima vittima; nonostante l'intervento dei due fratelli, Angelika cade in un laghetto e muore. I fratelli raggiungono la torre, mentre la regina respira un vento di ghiaccio che spegne il fuoco nella foresta. Delatombe nota che i Grimm sono fuggiti e li raggiunge con Cavaldi. Al rifiuto di quest'ultimo di ucciderli, Delatombe gli spara, ma l'altro sopravvive grazie alla finta armatura magica dei Grimm. Nel lungo duello che segue, Will uccide Delatombe e Jacob fa fuori Dax con la scure.
Mentre i fratelli entrano nella torre, il padre di Angelika fa bere alla regina il sangue di sua figlia come ultimo sangue, completando così l'incantesimo che fa tornare la regina giovane e bella. Nel mentre, Will e Jacob vengono trattenuti da dei pugnali incantati e il primo si lascia trafiggere per salvare il fratello. La regina prende il picco incantato dal padre di Angelika e lo spinge nel petto di Will, facendolo cadere sotto il suo incantesimo. Nel tentativo di liberare il fratello, Jacob distrugge parte dello specchio con la scure e, in questo modo, la regina inizia a frantumarsi in mille frammenti, mentre il padre di Angelika, rendendosi conto che la regina ha ucciso le sue figlie, prende il resto dello specchio e si butta con esso dalla torre, mentre Will tenta di fermarlo. Lo specchio viene completamente distrutto e, con esso, la regina, mentre Will e il padre di Angelika muoiono. 
Cavaldi vede il corpo di Will e pronuncia una maledizione che provoca il crollo della torre; salva poi Jacob e, in seguito, lo invita a spezzare l'incantesimo con il bacio d'amore, che altrimenti diverrebbe un bacio di morte. Jacob risveglia dunque Angelika, facendo così risorgere le altre bambine e Will. Le bambine tornano a Marbaden con i Grimm, Cavaldi e Angelika festeggiano il loro trionfo con una festa, e i fratelli decidono di cambiare professione. Poco dopo, uno dei corvi della regina vola recando con sé l'ultimo frammento dello specchio. Ha l'occhio vigile della regina, segno che la sua anima è ancora viva.

## Riconoscimenti
- 2006 - Central Ohio Film Critics Association Awards
  - Attore dell'anno a Heath Ledger
- 2005 - Festival di Venezia
  - Nomination Leone d'oro a Terry Gilliam
- 2005 - Capri, Hollywood
  - Capri Umberto Tirelli Award a Gabriella Pescucci
- 2005 - Golden Schmoes Awards
  - Nomination Delusione più grande dell'anno
- 2005 - International Film Music Critics Award
  - Nomination Miglior colonna sonora originale in un film fantasy o fantascientifico a Dario Marianelli
- 2005 - Stinkers Bad Movie Awards
  - Nomination Peggior attore non protagonista a Peter Stormare

## Riferimenti letterari
- All'inizio del film, Jacob-bambino scambia la mucca per dei fagioli magici, come in Jack e la pianta di fagioli.
- Mentre è ubriaco, Jacob narra di quando i due fratelli cercarono di scoprire il nome di un demonietto, come nella storia di Tremotino. Nella stessa scena Jacob afferma che nemmeno Comare Morte potrebbe metter paura a lui ed a suo fratello.
- Una rana viene "baciata", riferimento a Il principe ranocchio.
- Una vecchietta bussa alla porta di Cavaldi portando una mela rossa, chiaro riferimento alla strega di Biancaneve e i sette nani.
- I due fratelli Grimm sono obbligati a fare lavori di casa mentre i soldati francesi prendono il cibo e i doni destinati ai due, pulendo il pavimento proprio come Cenerentola.
- Quando uno dei soldati francesi viene divorato da un albero, conficca la sua spada nel terreno nel tentativo di salvarsi. Quando la pianta lo uccide, si può notare la spada lasciata nel terreno nella stessa posizione di come Excalibur è raffigurata nella roccia. Questo è un possibile riferimento a Re Artù.
- Ci sono dodici ragazze/principesse nelle cripte attorno alla torre, il numero è un riferimento a Le scarpe logorate dal ballo.
- La creatura di fango nel film mima il personaggio folkloristico americano di Tar Baby (bambino di catrame). La creatura di fango diventa poi la sagoma piatta di un omino di marzapane come il personaggio della storia per bambini Omino di pan di zenzero.
- La Regina vive in una torre al centro di una foresta, senza scale e ingressi, e l'unica stanza ha una sola finestra, è un riferimento a Raperonzolo. Inoltre Jacob Grimm usa i capelli della Regina per buttarsi giù dalla torre gridando "Raperonzolo" (in modo simile a come si grida "Geronimo").
- Quando il boscaiolo introduce una delle dodici ragazze nella cripta le infila un paio di scarpette di cristallo ai piedi e le punge un dito, riferimenti rispettivamente a Cenerentola e La bella addormentata.
- Alla fine Angelika si sveglia grazie a un bacio dato con sincero amore, altro riferimento a La bella addormentata.
- In varie occasioni la Regina si guarda allo specchio domandando "Chi è la più bella del reame?", riferimento a Biancaneve e i sette nani.
- Il padre di Angelika si trasforma da cacciatore a lupo, entrambi riferimenti a Biancaneve e i sette nani e Cappuccetto rosso.
- Un riferimento a Cappuccetto Rosso è evidente all'inizio con la prima ragazza che vediamo scomparire, e un altro più tardi quando un'altra bambina, Sasha, parla al cavallo di Jacob come se fosse il lupo, per poi venir ingoiata dalla creatura tutta intera.
- Un riferimento ad Hänsel e Gretel quando Greta diventa la seconda bambina scomparsa. Inoltre il fratello Hans lascia per terra pezzi di pane, di cui si ciba di nascosto uno dei corvi della Regina.
- La Regina dorme in un letto composto da una pila di materassi messi l'uno sull'altro, riferimento a La principessa sul pisello.
- La necessità della Regina di bere sangue di giovani innocenti è un riferimento a Erzsébet Báthory, e anche alle vecchie storie di Dracula.